# AltaVista
A AltaVista foi um buscador web que pertenceu a uma empresa chamada "Overture Services, Inc." e teve como objectivo a prestação de serviços de pesquisa.
Apesar de ter sido uma empresa de topo na prestação de serviços de pesquisa, não se limitava a manter este posto, e esteve continuamente a desenvolver e a melhorar os seus serviços, para facilitar a vida aos milhares de utilizadores que usufruíam dos seus serviços, como se podia ver pelas 61 patentes relacionadas com serviços de pesquisa.
O AltaVista, buscador pioneiro na Internet, completou 24 anos de lançamento no domingo 15 de dezembro de 2019. A ferramenta fez muito sucesso em meados dos anos 90, quando o Google pertencia a um futuro não tão distante assim.
Entre os grandes méritos do AltaVista, esteve a ferramenta de ranqueamento de páginas Link Popularity, baseado nos números de links que uma determinada página recebia de outras. Embora esta ferramenta permitisse ser artificialmente ranqueada, de forma descontextualizada por páginas de terceiros para "popularizar" uma certa página em específico, ela foi uma das mais importantes nos primórdios da internet de massa dos anos 90, antes de surgir o PageRank do Google. 

## Encerramento
Em julho de 2013 o Yahoo! anunciou a desativação do site de busca. O site foi oficialmente desligado no dia 8 de julho de 2013.